# Teufelsbrücke
De Teufelsbrücke (Nederlands: Duivelsbrug) is een stenen brug - of om precies te zijn, drie stenen bruggen uit verschillende tijdperken op dezelfde locatie - in het kanton Uri in Zwitserland. Op het traject vanuit het noorden naar de Gotthardpas overspanden en overspannen de bruggen de Schöllenenkloof, over de bedding van de Reuss, op dat zuidelijk deel van de bedding nog de bovenrivier en een bergrivier.
De kloof was doorheen de eeuwen altijd al een duivels gebied, een geducht obstakel voor verkeer door het gebied. Toen de Longobarden in het jaar 569 vanuit het zuiden oprukten om over de pas te komen, bouwden zij over de Reuss een in kettingen hangende brug. Ten tijde van Karel de Grote werd de pasweg voor lastdieren ingericht. De Langobardische brug in de Schöllenenkloof (Schöllenenschlucht), werd in 1198 vervangen door de veel zekerdere (oude) houten Teufelsbrücke. De hieruit ontstane toename van het verkeer over de pas leidde tot oprichting van het Zwitsers Eedgenootschap (voorloper van Zwitserland) in 1291. 
In 1595 werd de houten brug vervangen door een stenen brug die de eerste stenen Teufelsbrücke werd. Een replica van deze eerste stenen brug staat sinds 1837 in het Berlijnse park Glienickepark in Berlin-Wannsee (deel van de UNESCO werelderfgoedsite Paleizen en parken van Potsdam en Berlijn).
Tijdens de Tweede Coalitieoorlog in 1799 werd er in het Schöllenenkloofgebied gevochten tussen Napoleontische troepen onder leiding van generaal Claude-Jacques Lecourbe en Russische troepen onder leiding van generaal Aleksandr Soevorov. De Teufelsbrücke werd zwaar beschadigd en onbegaanbaar. Het Soevorov-monument werd in 1899 bij de brug opgericht ter nagedachtenis aan de slag.
Na de coalitieoorlogen heersten er economische moeilijkheden in het kanton Uri. Door geldgebrek konden de brug en het pad niet meer gerenoveerd worden en werd het verkeer in zuidelijke richting steeds vaker omgeleid naar de Splügenpas. Pas in 1820 werd een contract opgesteld voor de bouw van een tweede stenen brug, die na tien jaar werk in 1830 werd voltooid.
De eerste beschadigde en onbegaanbare brug uit 1595 stortte uiteindelijk op 2 augustus 1888 in. De funderingen zijn nog steeds zichtbaar op de linkeroever.
Halverwege de twintigste eeuw werd de tweede brug te smal voor het steeds toenemende verkeer en tussen 1955 en 1956 werd in de buurt een derde, bredere stene brug gebouwd, verlengd met een tunnel.
De bruggen zijn in Zwitserland erkend als Cultureel erfgoed van nationaal belang (categorie A). Een olieverfschilderij uit 1950 van de duivel door de Zwitserse schilder Heinrich Danioth, zelf van Uri, siert de rotswand net links van de ingang van de later geboorde tunnel die de derde brug verlengt.

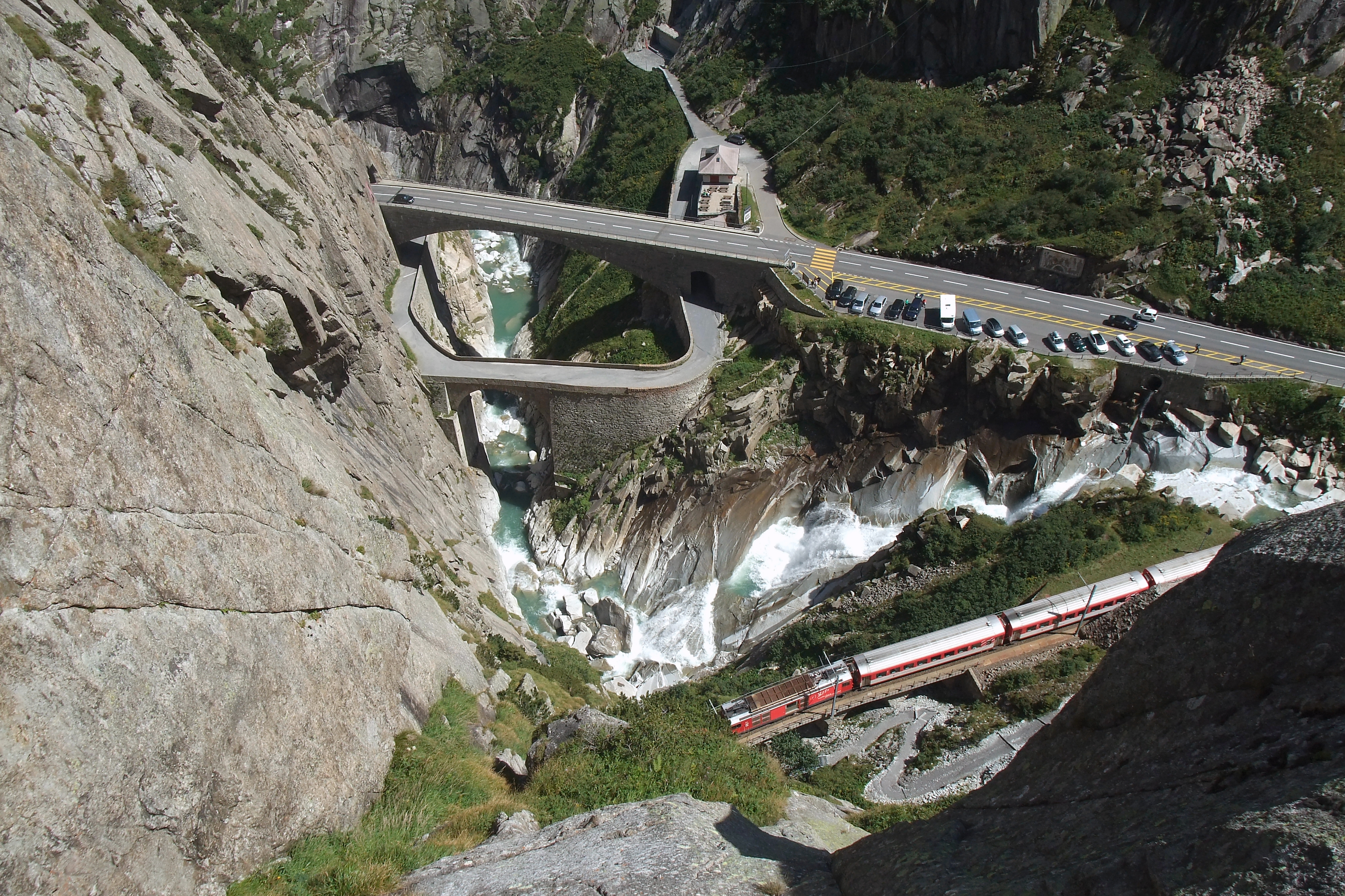
Zicht op de Schöllenenschlucht vanuit het Restaurant Teufelsbrücke met op de voorgrond de Teufelsbrücke uit 1917, de spoorbrug van de Schöllenenbahn Göschenen - Andermatt, de kloof waar de Reuss doorstroomt en de tweede en derde wegbrug.
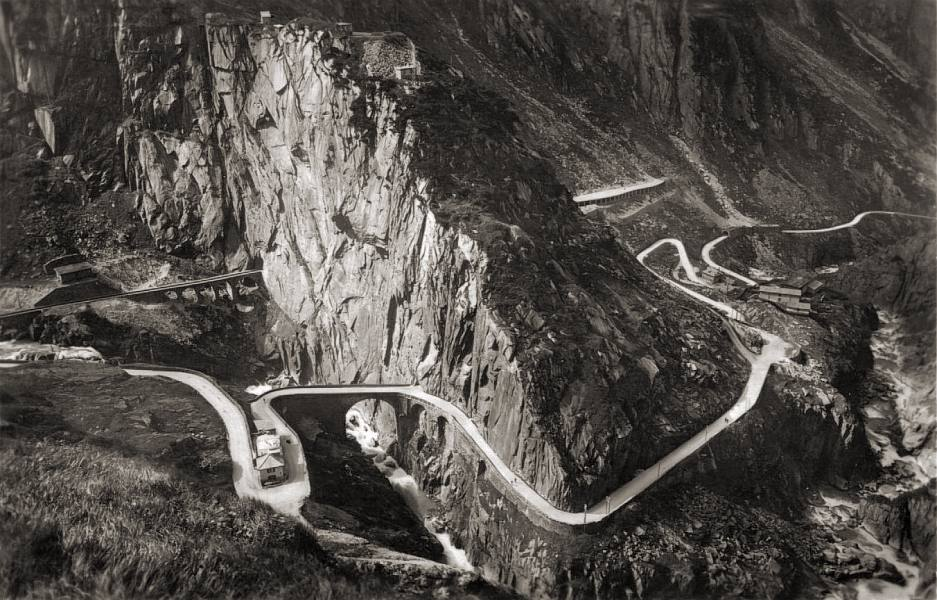
Beeld uit 1934, voor de aanleg van de derde stenen brug.